# كريستوفر ويرامانتري
كريستوفر غريغوري ويرامانتري، فخر سريلانكا، هو عضو فخري حائز على وسام أستراليا (17 نوفمبر 1926 – 5 يناير 2017) كان محاميًا سريلانكيًا وقاضيًا في محكمة العدل الدولية (آي سي جي) منذ عام 1991 حتى عام 2000، وكان يشغل منصب نائب رئيسها منذ 1997 حتى 2000. كان ويرامانتري قاضيًا في المحكمة العليا السيريلانكية منذ عام 1967 حتى عام 1972. عمل أستاذًا جامعيًا فخريًا في جامعة موناش ورئيسًا للرابطة الدولية للمحامين ضد الأسلحة النووية.

## تحصيله العلمي
ولد في 17 نوفمبر 1926 في كولمبو، سيلان، تلقى تعليمه في الكلية الملكية في كولمبو، كان محافظًا بارزًا ورئيس تحرير مجلة الجامعة الملكية (رويال كوليج ماغزين) ورئيس مجلس إدارة الجمعية الأدبية العليا وفاز بالعديد من الجوائز الفصلية والمدرسية وكذلك حصل على منحة من قِبل المحافظ، وحصل على جائزة المُفَوّض وعلى جائزة مقال الإمبراطورية لعام 1943 التي منحتها له جمعية الإمبراطورية الملكية.
حصل على درجة البكالوريوس (مع مرتبة الشرف) من جامعة سيلان المُنشأة حديثًا وذهب للحصول على إجازة في الحقوق ودكتوراه في القانون من كلية الملك في لندن. بعد الانتهاء من اختبارات القانون في كلية كولمبو للقانون، أدى اليمين كمحامٍ للمحكمة العليا في سيلان في عام 1948.

## مسيرته المهنية
بدء بممارسة مهنة القانون في كولمبو واستمر حتى عام 1965، حيث عُين مفوضًا لأسيز، وشغل هذا المنصب حتى عام 1967 إلى أن استُدعي إلى المحكمة للعمل قاضٍ في المحكمة العليا في سيلان. تقاعد من المحكمة العليا في عام 1972 وانتقل إلى أستراليا ليتولى مهامه بوصفه أستاذًا للقانون في قسم السير هايدن ستارك في جامعة موناش في فيكتوريا.
في عام 1991، عُين قاضيًا في محكمة العدل الدولية في لاهاي، ليصبح نائبًا لرئيسها في عام 1997. تولى منصب نائبًا للرئيس في العديد من القضايا الهامة المعروضة على المحكمة، بما في ذلك قضية عدم شرعية الاستخدام أو التهديد بالأسلحة النووية. من عام 2000 إلى عام 2002، عمل في محكمة العدل الدولية كقاض مخصص. عمل ويرامانتري في المجلس الاستشاري القانوني لحقوق الإنسان التابع لمعهد السياسات الوراثية ورئيس رابطة اتحاد المحامين الدولي ضد الأسلحة النووية.  بالإضافة إلى ذلك، كان كريستوفر غريغوري ويرامانتري مستشارًا لمجلس مستقبل العالم والراعي  الفخري والمستشار الدولي لمركز القانون الدولي للتنمية المستدامة.
كان أستاذًا جامعيًا فخريًا في جامعة موناش، عمل سابقًا كرئيسًا للقانون في قسم السير هايدن ستارك من عام 1972 حتى عام 1991. كان محاضرًا سابقًا وممتحنًا في كلية كولمبو للقانون، وكان عضوًا في مجلس التعليم القانوني في سيلان. عمل ويرامانتري أيضًا كأستاذ زائر بجامعة هارفارد (2000)، وجامعة هونغ كونغ (1989)، وجامعة فلوريدا (1984)، وجامعة كولومبو (1981)، وجامعة بابوا غينيا الجديدة (1981)، وجامعة ستيلينبوش (1979) وجامعة طوكيو (1978). وكان عضوًا فخريًا في اللجنة الاستشارية لمعهد القانون البيئي ورئيس المجلس الدولي لمعهد التنمية المستدامة، في جامعة ماكغيل.
توفي ويرامانتري في كولمبو، سريلانكا، لأسباب طبيعية في 5 يناير عام 2017 عن عمر يناهز 90 عامًا.

## وصلات خارجية
- كريستوفر ويرامانتري على موقع مونزينجر (الألمانية)
- A Great Son of Lanka" S. Pathiravitana (2007), Sri Lanka Daily News. Accessed 2007-11-08
- International Association of Lawyers Against Nuclear Arms